# Доэрти, Шеннен
Ше́ннен Мари́я До́эрти (англ. Shannen Maria Doherty [ˈdoʊ.ərti]; 12 апреля 1971, Мемфис, Теннесси — 13 июля 2024, Малибу, Калифорния) — американская актриса

, режиссёр и продюсер.
За свою более чем 40-летнюю карьеру Доэрти появилась в многочисленных кино- и телепроектах. На телевидении наиболее известна своими ролями в сериалах «Маленький домик в прериях» (1982—1983), «Наш дом» (1986—1988), «Беверли-Хиллз, 90210» (1990—1994), «Зачарованные» (1998—2001), «90210: Новое поколение» (2008—2009) и «БХ90210» (2019). Наиболее примечательные работы в кино — фильмы «Девочки хотят повеселиться» (1985) и «Смертельное влечение» (1989).

## Ранняя жизнь
Родилась в семье Джона Томаса Доэрти-младшего, консультанта по ипотеке, и Розы Райт, владелицы салона красоты. Есть брат Шон Доэрти, старше неё на четыре года. Предки со стороны отца — ирландские католики, а предки матери были англичанами, шотландцами и северными ирландцами. Девочку растили в вере Южного баптизма. Когда Шеннен было 7 лет, семья переехала в Лос-Анджелес.

## Карьера

### Первые роли
На телевидении Доэрти дебютировала в 1981 году, появившись в двух эпизодах сериала «Отец Мёрфи». Когда начался кастинг в шоу «Маленький домик в прериях», 11-летняя девочка практически сразу получила роль Дженни Уайлдер — её кандидатурой заинтересовался актёр и продюсер Майкл Лэндон, работавший над шоу «Отец Мёрфи». Шеннен снималась в шоу вплоть до 1983 года, когда сериал был закрыт. В 1982 году она озвучила роль в мультфильме «Секрет крыс». В 1985 году Доэрти появилась в роли Мегги Мален в молодёжной комедии «Девочки хотят повеселиться» вместе с Хелен Хант и Сарой Джессикой Паркер.
Вскоре Шеннен получила роль старшей дочери Крис Уизерспун в драматическом шоу «Наш дом», который продержался в эфире с 1986 по 1988 год. Она была номинирована на премию «Молодой актёр». Затем Доэрти появилась в сериале «Частный детектив Магнум», а также в шоу «Воздушный волк», за исполнение роли в котором она получила номинацию «За лучшее исполнение гостевой женской роли» на шестом Фестивале молодых актёров в 1984 году. В 1989 году Шеннен сыграла первую крупную кино-роль в чёрной комедии «Смертельное влечение».

### Известность и расцвет карьеры

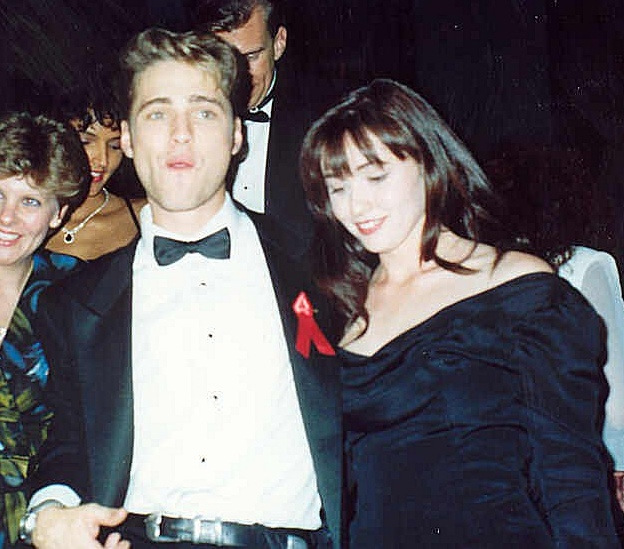
Доэрти и Джейсон Пристли на вечеринке после 43-й церемонии вручения наград «Эмми» в августе 1991 года

Доэрти приобрела известность в 1990 году благодаря роли Бренды Уолш в телесериале «Беверли-Хиллз, 90210» продюсера Аарона Спеллинга. В 1991 и 1992 годах она номинировалась на премию «Молодой актёр» в категории «Молодая актриса в главной роли телевизионного сериала». В 2004 году канал E! включил Бренду в список «50 самых злобных женщин прайм-тайма». Было отснято всего четыре сезона сериала, когда актрису уволили в 1994 году из-за разногласий с коллегами и съёмочной группой. По сюжету, Бренда уехала в Лондон, чтобы учиться в Королевской академии драматических искусств. Её заменили звездой сериала «Спасённые звонком» Тиффани Тиссен, сыгравшей роль Вэлори Мэлоун. Хотя первоначально согласно сюжету Бренда должна была отсутствовать всего год, девушка так и не появилась в сериале, несмотря на многочисленные упоминания в финальных сезонах.
После увольнения из сериала Доэрти снялась в нескольких телефильмах, а также в главной роли в киноленте Кевина Смита 1995 года «Лоботрясы». В 1998 году, найдя компромисс с продюсером Аароном Спеллингом, Шеннен согласилась сыграть одну из главных ролей ведьмы Прю Холливелл в телесериале «Зачарованные». Она срежиссировала несколько эпизодов второго и третьего сезонов. Отснявшись всего в трёх сезонах, Шеннен покинула проект в 2001 году из-за разногласий с Алиссой Милано, исполнявшей роль Фиби Холливелл. По сценарию, персонаж Доэрти погибает, а её сёстры встречают самую младшую сестру Пейдж Метьюс, которую сыграла Роуз Макгоуэн. Актриса дважды номинировалась на премию «Сатурн» в номинации «Лучшая жанровая актриса» за роль Прю в 1999 и 2000 годах. В 2007 году ресурс AOL включил Прю в список «10 величайших ведьм в истории телевидения».

### Поздние работы
В 2001 году актриса снялась в фильме «Другой день» вместе со своим коллегой по «Зачарованным» Джулианом Макмэхоном, сыгравшим в «Зачарованных» Коула Тёрнера. В 2003 году Доэрти стала ведущей первого сезона реалити-шоу «Жестокие игры» на канале «Sci Fi Channel». После ухода из шоу она получила большую роль Александры Хадсон в мыльной опере «Северный берег», где снималась с 2004 по 2005 год. Позже в 2005 году она снялась в пилотном эпизоде шоу «Любовь Inc.», но затем была заменена. В следующем году актриса спродюсировала и сыграла главную роль в реалити-шоу «Развод с Шеннен Доэрти». В нём Доэрти делала «грязную работу» для разных людей, к примеру, расставалась с бойфрендами и говорила героям, что о них думают их друзья. Шоу было закрыто после первого сезона из-за низких рейтингов. Затем актриса появилась в британском ситкоме «Бо в Америке», являющегося частью шоу «Бо Селекта», где ей досталась роль умной дочери Авида Мерриона, сыгранного Ли Френсисом. Позже в этом сериале она сыграла саму себя, якобы соблазнённую героем Авидом.
В 2006 году заняла 5 место в списке «100 самых легендарных молодёжных идолов» по мнению канала VH1, а в 2007 году — 96 место в списке «100 величайших ТВ-икон» по версии журнала Entertainment Weekly. В 2007 году актриса появилась в двух телепроектах — боевике «Дельфийский эффект» и семейном фильме «Рождественские проделки». В том же году Доэрти основала продюсерскую компанию «No Apologies», в которой разрабатывала проекты для себя. В 2008 году она снялась во втором эпизоде четвёртого сезона шведского телевизионного шоу «Высокий чапараль».
Осенью 2008 года, спустя 14 лет после ухода из шоу «Беверли-Хиллз, 90210», Доэрти вернулась к роли Бренды Уолш в спин-оффе «90210: Новое поколение». Актриса получила по 40-50 тысяч долларов за съёмки в восьми из двадцати четырёх эпизодов первого сезона. Первоначально контракт был рассчитан на участие в пяти эпизодах, но рейтинги серий с её участием показали хорошие результаты, и в гостевой роли Доэрти снялась ещё в трёх сериях.
В 2008 году актриса снялась вместе с Диланом Макдермоттом в независимом фильме «Горящие пальмы», высмеивающем стереотипы об обитателях Лос-Анджелеса. В том же году Доэрти сыграла главную роль в научно-фантастическом фильме «Сокровища ацтеков». В 2009 году она стала арт-директором глянцевого таблоида «Pasadena». 
В 2010 году Доэрти объявила, что приступила к написанию своей первой автобиографической книги. Также Шеннен снималась в десятом сезоне проекта «Танцы со звёздами», где её партнёром был двукратный победитель шоу Марк Баллас. Премьера сезона состоялась 22 марта 2010 года. Пара «вылетела» с проекта уже на второй неделе 30 марта. Также по словам актрисы, она посвятила участие в шоу своему скончавшемуся отцу. Доэрти вернулась в финале сезона.
3 июня 2010 года вышел анимационный веб-сериал «Мари-Кари» о двух сёстрах-близнецах, одна из которых — призрак. Доэрти озвучила обеих сестёр в восьми эпизодах. 21 июля 2011 года было объявлено о скором выходе реалити-шоу «Так сказала Шеннен» о подготовке актрисы к собственной свадьбе с Куртом Исвариенко. Премьера шоу состоялась в апреле 2012 года, но высоких рейтингов не набрала. В 2012 году Доэрти стала представителем организации «Education Connection».
В июле 2014 года было объявлено, что Шеннен вместе со своей коллегой по сериалу «Зачарованные» Холли Мари Комбс снимут своё реалити-шоу «Затерянные края с Шеннен и Холли», в котором посетят не самые популярные, но интересные места США. Премьера шоу состоялась в начале января 2015 года.

## В СМИ
Доэрти несколько раз снималась обнажённой для известного журнала Playboy. Впервые она появилась на страницах журнала в декабрьском выпуске 1993 года, а фотосессия получила широкую известность в марте 1994 года. Во второй раз Доэрти снялась для журнала в декабре 2003 года, а также получила 10-страничную статью.
В 1999 году Доэрти заняла 31-е место в списке «50 самых сексуальных женщин мира» по мнению журнала Maxim. Кроме того, она дважды попала в список «100 самых сексуальных женщин мира» журнала FHM в 2000 и 2001 годах, заняв 48 и 86 места соответственно. Также Доэрти несколько раз попадала в список «Самых популярных актрис недели» по мнению интернет-журнала «Ask Men», заняв 1-е и 5-е место в 2005 и 2006 годах соответственно.

## Личная жизнь

### Отношения
В начале 1993 года Доэрти была недолго помолвлена с наследником Max Factor Дином Джеем Фактором. 25 мая 1993 года Фактор подал в суд на актрису, чтобы получить запретительный приказ, заявив о физическом насилии и угрозах с её стороны, хотя отец Доэрти утверждал, что это исходило от Фактора, а не от неё.
В октябре 1993 года Доэрти вышла замуж за актёра и музыканта Эшли Хэмилтона, сына Джорджа Хэмилтона и Аланы Стюарт. Их развод состоялся через полгода в апреле 1994 года.
С 2002 по 2003 год в течение девяти месяцев состояла в браке с игроком в покер Риком Саломоном. 
15 октября 2011 года Доэрти вышла замуж за фотографа Курта Исвариенко. 21 апреля 2023 года она подала заявление на развод. 12 июля 2024 года, накануне своей смерти, Доэрти подписала документы о разводе, а на следующий день это сделал Исвариенко.

### Судебные разбирательства
В январе 1993 года банк «California’s United Bank» вызвал Доэрти в суд, требуя выплатить $36 тысяч после того, как не смог провести оплату более чем по 70 чекам, полученным от неё.
В 2001 году Доэрти была приговорена к десяти дням заключения или двадцати дням исправительных работ, трём годам испытательного срока и была обязана выплатить штраф в размере $1 500 за вождение в нетрезвом виде.

### Общественная позиция
В 2022 году выступила против вторжения России на Украину, призвала не молчать и молиться за украинский народ.

## Болезнь и смерть
В 1999 году Доэрти сообщила, что у неё диагностирована болезнь Крона.
В марте 2015 года у Доэрти выявили рак молочной железы, который распространился на лимфатические узлы. В феврале 2016 года она сообщила, что проходит лечение антиэстрогенами, чтобы уменьшить опухоль и сделать возможным проведение лампэктомии вместо мастэктомии. Однако наличие множественных опухолей сделало лампэктомию невозможной, и в мае 2016 года ей была проведена односторонняя мастэктомия. В ходе операции выяснилось, что некоторые раковые клетки могли распространиться за пределы лимфатических узлов. Поскольку рак был более запущенным, чем считалось ранее, Доэрти прошла химиотерапию и лучевую терапию после операции. 29 апреля 2017 года Доэрти объявила, что рак находится в стадии ремиссии.
4 февраля 2020 года Доэрти заявила, что рак вернулся годом ранее с метастазами в печень и прогрессировал до четвёртой стадии. В июне 2023 года стало известно, что рак распространился на мозг и находится в терминальной стадии, а к ноябрю того же года болезнь распространилась на кости. В январе 2024 года актриса поделилась тем, что проходит новый курс лечения рака и оно успешно преодолевает гематоэнцефалический барьер, назвав это «чудом». 24 июня 2024 года в своём подкасте «Let’s Be Clear with Shannen Doherty» она сообщила, что планирует снова начать проходить химиотерапию, но возможности лечения оказались ограниченными из-за ухудшения её состояния в последующие дни. 
Доэрти скончалась 13 июля 2024 года на 54-м году жизни в своём доме в Малибу после девяти лет борьбы с раком молочной железы. Последние часы жизни она провела со своими близкими, включая друга-онколога Лоренса Ди Пиро и собаку Боуи. Её кремировали, согласно желанию самой актрисы.

## Фильмография

### Кино
| Кино | Кино                                        | Кино                                  | Кино                | Кино                  | Кино       |
| Год  | Название                                    | В оригинале                           | Роль                | Режиссёр              | Примечания |
| ---- | ------------------------------------------- | ------------------------------------- | ------------------- | --------------------- | ---------- |
| 1982 | Ночная смена                                | Night Shift                           | Блуберд             |                       |            |
| 1982 | Секрет крыс                                 | The Secret of NIMH                    | Тереза              |                       |            |
| 1985 | Девочки хотят повеселиться                  | Girls Just Want To Have Fun           | Мэгги Малене        |                       |            |
| 1987 | Альф любит тайну                            | Alf Loves A Mystery                   | Дама в красном      |                       |            |
| 1989 | Смертельное влечение                        | Heathers                              | Хизер Дьюк          |                       |            |
| 1994 | Почти труп                                  | Almost Dead                           | Доктор Кэтрин Рошак |                       |            |
| 1995 | Тусовщики из супермаркета                   | Mallrats                              | Рене Мосье          |                       |            |
| 1997 | Нигде                                       | Nowhere                               | Valley Chick #2     |                       |            |
| 1999 | Охота на папарацци                          | Striking Poses                        | Гейдж Салливан      |                       |            |
| 2001 | Джей и Молчаливый Боб наносят ответный удар | Jay & Silent Bob Strike Back          | Шеннен Доэрти       |                       | камео      |
| 2001 | Другой день                                 | Another Day                           | Кейт                |                       |            |
| 2002 | Портрет убийцы                              | The Rendering                         | Сара Рейнольдс      |                       |            |
| 2008 | Сокровища ацтеков                           | The Lost Treasure of the Grand Canyon | Сьюзен Джордан      |                       |            |
| 2010 | Горящие пальмы                              | Burning Palms                         | Доктор Шелли        |                       |            |
| 2016 | В былые времена                             | Back in the Day                       | Мария               |                       |            |
| 2017 | Дом моих кошмаров                           | Bethany                               | Сьюзан              |                       | продюсер   |
| 2019 | Неизвестный Джон                            | Undateable John                       | Шарлин              |                       |            |
| 2021 | Крепость                                    | Fortress                              | Барбара Доббс       |                       |            |
| 2022 | Взрывная игра                               | Hot Seat                              | шеф полиции         |                       |            |
| 2024 | Тьма человеческая                           | Darkness of Man                       | Вивиан              | Джеймс Каллен Брэссак |            |
| TBA  | Буковски                                    | Bukowski                              | Катарина Буковски   |                       |            |

### Телевидение
| Телевидение | Телевидение                                 | Телевидение                                    | Телевидение                    | Телевидение                                                       |
| Год         | Название                                    | В оригинале                                    | Роль                           | Примечания                                                        |
| ----------- | ------------------------------------------- | ---------------------------------------------- | ------------------------------ | ----------------------------------------------------------------- |
| 1981        | Отец Мёрфи                                  | Father Murphy                                  | Друзилла Шеннен                | 2 эпизода                                                         |
| 1982        | Феникс                                      | The Phoenix                                    | Маленькая девочка              | 1 эпизод                                                          |
| 1982        | Странники                                   | Voyagers!                                      | Бетти Пэррис                   | 1 эпизод                                                          |
| 1982        | Маленький домик в прериях                   | Little House On The Prairie                    | Дженни Уайлдер                 | 18 эпизодов                                                       |
| 1983        | Частный детектив Магнум                     | Magnum, P.I.                                   | Има Платт                      | 1 эпизод                                                          |
| 1983        | Маленький домик: Взгляд в прошлое           | Little House: Look Back To Yesterday           | Дженни Уайлдер                 | телевизионный фильм                                               |
| 1983        | Маленький домик: Благослови всех детей      | Little House: Bless All The Dear Children      | Дженни Уайлдер                 | телевизионный фильм                                               |
| 1984        | Воздушный волк                              | Airwolf                                        | Фиби Деннир                    | 1 эпизод                                                          |
| 1984        | Всё ещё Бивер                               | Still The Beaver                               | Лори                           | 1 эпизод                                                          |
| 1984        | Маленький домик: Последнее прощание         | Little House: The Last Farewell                | Дженни Уайлдер                 | телевизионный фильм                                               |
| 1985        | Другой возлюбленный                         | The Other Lover                                | Олсон Филдинг                  | телевизионный фильм                                               |
| 1985        | Роберт Кеннеди и его времена                | Robert Kennedy & His Times                     | Кэтлин Кеннеди                 | мини-сериал                                                       |
| 1985        | Лестница в небо                             | Highway To Heaven                              | Шелли Фаулер                   | 1 эпизод                                                          |
| 1986        | Наш дом                                     | Our House                                      | Крис Уизерспун                 | 46 эпизодов                                                       |
| 1986        | Вне закона                                  | Outlaws                                        | Девушка                        | 1 эпизод                                                          |
| 1989        | Джамп-стрит, 21                             | 21 Jump Street                                 | Джанин Дегрей                  | 1 эпизод                                                          |
| 1990        | Жизнь продолжается                          | Life Goes On                                   | Джинни Грин                    | 1 эпизод                                                          |
| 1990        | Беверли-Хиллз, 90210                        | Beverly Hills, 90210                           | Бренда Уолш                    | 111 эпизодов                                                      |
| 1992        | Вечно молодой                               | Forever Young                                  | Девушка на вечеринке           | телевизионный фильм                                               |
| 1992        | Стоп-кадр                                   | Freeze Frame                                   | Линдси Скотт                   | телевизионный фильм                                               |
| 1992        | Одержимость                                 | Obsessed                                       | Лори Бриндел                   | телевизионный фильм                                               |
| 1992        | Тайна потерянной бухты                      | The Secret Of Lost Creek                       | Дженни Фогел                   | 1 эпизод                                                          |
| 1994        | Убийство вслепую, или В плену у наваждения  | Blindfold: Acts Of Obsession                   | Мэдделин Дальтон               | телевизионный фильм                                               |
| 1994        | Сжигающая страсть: История Маргарет Митчелл | A Burning Passion: The Margaret Mitchell Story | Маргарет Митчелл               | телевизионный фильм                                               |
| 1994        | Побег из тюрьмы                             | Jailbreakers                                   | Эйнджил                        | телевизионный фильм                                               |
| 1996        | Исчезнувшая в ночи                          | Gone In The Night                              | Синди Дауэлиби                 | телевизионный фильм                                               |
| 1997        | Подруги до самого конца                     | Friends 'Til The End                           | Хизер Ромли                    | телевизионный фильм                                               |
| 1997        | В постели с Дьяволом                        | Sleeping With The Devil                        | Ребекка Дубрович               | телевизионный фильм                                               |
| 1997        | Билет                                       | The Ticket                                     | Сиси Рейкер                    | телевизионный фильм                                               |
| 1998        | Зачарованные                                | Charmed                                        | Прю Холливелл                  | 67 эпизодов, Поставила несколько эпизодов в качестве режиссёра    |
| 2000        | Школа Сатаны для девочек                    | Satan’s School For Girls                       | Бет Хаммерсмит / Карен Оксфорд | телевизионный фильм                                               |
| 2001        | Гари и Майк                                 | Gary & Mike                                    | Бриз                           |                                                                   |
| 2001        | Другой день                                 | Another Day                                    | Кейт                           | телевизионный фильм Выполнила функции соисполнительного продюсера |
| 2002        | Битва Мэри Кэй                              | Hell On Heels: The Battle Of Mary Kay          | Лекси Уилкокс                  | телевизионный фильм                                               |
| 2003        | Ночной свет                                 | Nightlight                                     | Селестина                      | телевизионный фильм                                               |
| 2004        | Северный берег                              | North Shore                                    | Александра Хадсон              | 11 эпизодов                                                       |
| 2005        | Лав Инкорпорейшн                            | Love, Inc.                                     | Дениз Джонсон                  | пилотный эпизод                                                   |
| 2005        | День катастрофы 2                           | Category 7: The End Of The World               | Фейт Клавелл                   | телевизионный фильм                                               |
| 2007        | Рождественское ограбление                   | Christmas Caper                                | Кейт Дав                       | телевизионный фильм                                               |
| 2008        | Дельфийский эффект                          | Kiss Me Deadly                                 | Марта                          | телевизионный фильм                                               |
| 2008        | Сокровища ацтеков                           | The Lost Treasure Of The Grand Canyon          | Сюзан Джордан                  | телевизионный фильм                                               |
| 2009        | 90210: Новое поколение                      | 90210                                          | Бренда Уолш                    | 8 эпизодов                                                        |
| 2009        | Встреча с угрозой                           | Encounter With Danger                          | Лори Паркер                    | телевизионный фильм                                               |
| 2010        | Мери Кери                                   | Mari/Kari                                      | Кэри / Мэри                    | веб-сериал, 8 эпизодов                                            |
| 2010        | Огромный рост                               | Growing The Big One                            | Эмма Сильвер                   | телевизионный фильм                                               |
| 2011        | Комната номер 7                             | Suite 7                                        | Актриса, роль Адрианны         | веб-сериал, 2 эпизода режиссёр и продюсер                         |
| 2012        | Гретель                                     | Witchslayer Gretl                              | Гретель                        | телевизионный фильм                                               |
| 2014        | Всё, что я хочу на Рождество                | All I Want For Christmas                       | Бренда Паттерсон               | телевизионный фильм                                               |
| 2018        | Никто не хотел говорить                     | No One Would Tell                              | мама Сары                      | телевизионный фильм                                               |
| 2019        | 90210                                       | 90210                                          | играет саму себя / Бренда Уолш | 6 эпизодов исполнительный продюсер                                |
| 2019        | Ривердейл                                   | Riverdale                                      | женщина                        | 1 эпизод                                                          |

### Реалити-шоу
| Кино | Кино                              | Кино                                            | Кино                             | Кино        |
| Год  | Название                          | В оригинале                                     | Функции                          | Примечания  |
| ---- | --------------------------------- | ----------------------------------------------- | -------------------------------- | ----------- |
| 2003 | Жестокие игры с Шеннен Доэрти     | Scare Tactics                                   | Ведущая, Исполнительный продюсер | 24 эпизода  |
| 2006 | Развод с Шеннен Доэрти            | Breaking Up With Shannen Doherty                | Ведущая, Исполнительный продюсер | 14 эпизодов |
| 2010 | Танцы со звёздами                 | Dancing With The Stars                          | Участница конкурса               | 4 эпизода   |
| 2011 |                                   | Les Anges de la Télé Réalité 3: I Love New York | Специально приглашённая звезда   |             |
| 2012 | Так сказала Шеннен                | Shannen Says                                    | Актриса, Исполнительный продюсер | 8 эпизодов  |
| 2015 | Затерянные места с Шеннен и Холли | Off the Map with Shannen & Holly                | Актриса, Исполнительный продюсер | 6 эпизодов  |

## Признание и награды
| Кино | Кино               | Кино                                                                                  | Кино                       | Кино      |
| Год  | Премия             | Номинация                                                                             | Работа                     | Результат |
| ---- | ------------------ | ------------------------------------------------------------------------------------- | -------------------------- | --------- |
| 1983 | Young Artist Award | «Лучшая молодая актриса в драматическом сериале»                                      | «Маленький домик в прерии» | Номинация |
| 1983 | Young Artist Award | «Лучшая молодая актриса, роль второго плана»                                          | «Отец Мёрфи»               | Номинация |
| 1984 | Young Artist Award | «Лучшая молодая актриса в драматическом сериале»                                      | «Маленький домик в прерии» | Номинация |
| 1985 | Young Artist Award | «Лучшая молодая актриса, роль второго плана»                                          | «Воздушный волк»           | Номинация |
| 1987 | Young Artist Award | «Исключительное представление молодой актрисы в комедийном или драматическом сериале» | «Наш дом»                  | Номинация |
| 1988 | Young Artist Award | «Лучшая молодая актриса, играющая в телевизионном драматическом сериале»              | «Наш дом»                  | Номинация |
| 1991 | Young Artist Award | «Лучшая молодая актриса, играющая в новом телевизионном сериале»                      | «Беверли-Хиллз, 90210»     | Номинация |
| 1992 | Young Artist Award | «Лучшая молодая актриса, играющая в телевизионном сериале»                            | «Беверли-Хиллз, 90210»     | Номинация |
| 1999 | Saturn Award       | «Лучшая актриса жанра»                                                                | «Зачарованные»             | Номинация |
| 2000 | Saturn Award       | «Лучшая актриса жанра»                                                                | «Зачарованные»             | Номинация |
| 2007 | TV Land Awards     | «Самые потрясающие расставания» (вместе с Люком Перри)                                | «Беверли-Хиллз, 90210»     | Номинация |